# Ibrahim Rugova
Ibrahim Rugova (Crnce, 2 de dezembro de 1944 — Pristina, 21 de janeiro de 2006) foi o primeiro presidente do Kosovo, de 1992 até 2006.

## Biografia
Era líder da Liga Democrática do Kosovo (LDK) e sustentava meios pacíficos para conseguir a independência desta região dos Bálcãs sob domínio sérvio. Em 1989, o presidente da então Iugoslávia, Slobodan Milošević, anulou a autonomia do Kosovo precipitando a declaração de independência dos kosovares de língua e etnia albanesas.
Foi sequestrado pelo regime de Milošević durante a guerra do Kosovo em 1999, quando foi forçado a fazer uma aparição pública na televisão estatal sérvia. Em 4 de março de 2002 foi eleito presidente do Kosovo, que está sob administração da ONU desde o fim da guerra.
Depois de uma longa batalha contra o câncer de pulmão, Ibrahim Rugova faleceu em Pristina em 21 de janeiro de 2006.